# Річ (право)
Річ у цивільному праві — предмет матеріального світу, щодо якого можуть виникати цивільні права та обов'язки.

## Класифікація речей
Згідно з Цивільним кодексом України речі поділяються на:
- нерухомі та рухомі

До нерухомих речей (нерухоме майно, нерухомість) належать земельні ділянки, а також об'єкти, розташовані на земельній ділянці, переміщення яких є неможливим без їх знецінення та зміни їх призначення (наприклад, будинок). Нерухомими речами також вважаються повітряні та морські судна, судна внутрішнього плавання, космічні об'єкти, а також інші речі, права на які підлягають державній реєстрації.
Рухомими речами є речі, які можна вільно переміщувати у просторі (наприклад, меблі).
- подільні та неподільні

Подільною є річ, яку можна поділити без втрати її цільового призначення (наприклад, продукти харчування).
Неподільною є річ, яку не можна поділити без втрати її цільового призначення (наприклад, автомобіль).
- визначені індивідуальними або родовими ознаками

Річ є визначеною індивідуальними ознаками, якщо вона наділена тільки їй властивими ознаками, що вирізняють її з-поміж інших однорідних речей, індивідуалізуючи її (наприклад, предмети мистецтва).
Річ є визначеною родовими ознаками, якщо вона має ознаки, властиві усім речам того ж роду, та вимірюється числом, вагою, мірою (наприклад, зерно).
- споживні та неспоживні

Споживною є річ, яка внаслідок одноразового її використання знищується або припиняє існувати у первісному вигляді (наприклад, будматеріали).
Неспоживною є річ, призначена для неодноразового використання, яка зберігає при цьому свій первісний вигляд протягом тривалого часу (наприклад, сільськогосподарський інвентар).
В науці розроблені також інші класифікації речей за багатьма ознаками.

## Окремі категорії речей
- Тварини є особливим об'єктом цивільних прав. Вони вважаються річчю, крім випадків, встановлених законом.
- Головна річ і приналежність. Річ, призначена для обслуговування іншої (головної) речі і пов'язана з нею спільним призначенням, є її приналежністю (наприклад, скрипка і футляр).
- Складові частини речі. Складовою частиною речі є все те, що не може бути відокремлене від речі без її пошкодження або істотного знецінення (наприклад, віконна рама не може бути відділена від будинку без його пошкодження).
- Складні речі. Якщо кілька речей утворюють єдине ціле, що дає змогу використовувати його за призначенням, вони вважаються однією — складною — річчю (наприклад, електродвигун від пральної машини).
- Продукція, плоди та доходи. Продукцією, плодами та доходами є все те, що виробляється, добувається, одержується з речі або приноситься річчю (наприклад, продукцією тваринницького сільськогосподарського підприємства є свинина; плодом свині, що вирощується на цьому ж господарстві, є порося; доходом від того ж підприємства як юридичної особи, є грошові кошти від реалізації свинини).
- Гроші, виражені у національній валюті України — гривні, розглядаються у цивільному праві як особливий вид речей. Валютні цінності, своєю чергою, є особливим видом майна.